# سیل‌های ۲۰۲۴ امارات متحده عربی
در ۱۶ آوریل ۲۰۲۴، باران‌های شدید باعث جاری شدن سیل در امارات متحده عربی شد و عمدتاً شهرهای دبی و شارجه، امارات شمالی و مناطق مختلف امارت رأس‌الخیمه را تحت تأثیر قرار داد. به گفتهٔ مرکز ملی هواشناسی امارات، این شدیدترین بارندگی ثبت‌شده در این کشور در ۷۵ سال گذشته بوده است. سیل در امارات بخشی از سیل‌های خلیج فارس بوده است.

## طوفان
بارش باران در اواخر روز دوشنبه ۱۵ آوریل ۲۰۲۴ در امارات آغاز شد، روز بعد در روز سه شنبه ۱۶ آوریل ۲۰۲۴ شدت گرفت و در روز چهارشنبه ۱۷ آوریل ۲۰۲۴ رسماً به پایان رسید. امارات متحده عربی شاهد یک بارندگی بی‌سابقه در یک دورهٔ ۲۴ ساعته بود که از داده‌های هواشناسی اماراتی از زمان شروع ثبت داده‌ها در سال ۱۹۴۹ پیشی گرفت. بر اساس اعلام مرکز ملی هواشناسی، بیشترین میزان بارندگی در منطقهٔ خاتم‌الشکله در العین ثبت شده است که در کمتر از ۲۴ ساعت به ۲۵۴٫۸ میلیمتر (۱۰٫۰۳ اینچ) رسیده است. سیل گسترده در هر هفت امارت این کشور گزارش شده است. پیش از سیل، بارندگی به میزان ۴۰ میلیمتر (۱٫۶ اینچ)، و در برخی مناطق امارات تا ۱۰۰ میلیمتر (۳٫۹ اینچ) تخمین زده شده بود.

## اثرات

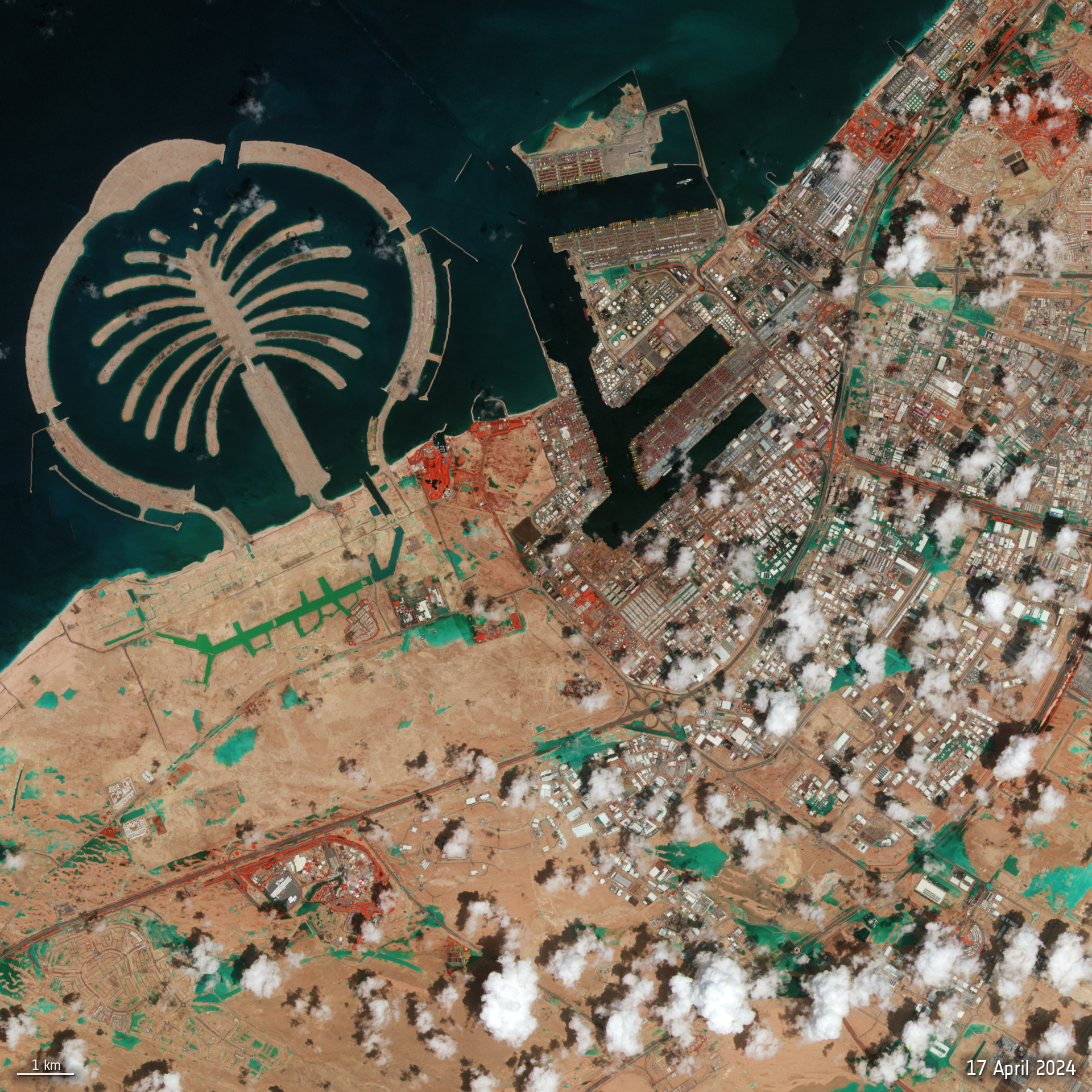
نمای سیل دبی از فضا - ۱۷ آوریل ۲۰۲۴

مرگ چهار نفر تأیید شد؛ یک اماراتی و سه فیلیپینی. بر اساس قوانین جرایم سایبری کشور، انتشار تصاویر منفی یا شایعات دربارهٔ سیل اخیر مجازات‌هایی را در پی داشت.

### ترانزیت
خدمات‌رسانی در متروی دبی به‌شدت تحت تأثیر قرار گرفت و حدود ۲۰۰ مسافر در چندین ایستگاه سرگردان شدند. رفت و آمد در یکی از بزرگراه‌های دبی به عبور از یک خط و در یک جهت محدود شد، در حالی که جاده ئی۱۱ که دبی را به پایتخت ابوظبی متصل می‌کند به سمت ابوظبی مسدود شد. خدمات اتوبوس‌رانی بین شهری در مسیرهای دبی–ابوظبی، دبی–شارجه و دبی–عجمان نیز به حالت تعلیق درآمد.
در مجموع ۱٬۲۴۴ پرواز در فرودگاه بین‌المللی دبی در یک بازهٔ زمانی دو روزه لغو شد و ۴۱ پرواز نیز به مکان دیگری هدایت شدند. تمام پروازهای فلای‌دبی که برای ترک دبی در ۱۶ آوریل برنامه‌ریزی شده بودند، لغو شدند. در فرودگاه دبی، در مجموع ۱۶۴ میلیمتر (۶٫۵ اینچ) باران بارید.